# Вербейник европейский
Вербейник европейский (лат. Lysimachia europaea) — вид многолетних травянистых растений рода Вербейник (Lysimachia) семейства Первоцветные (Primulaceae), произрастающих в Евразии и на северо-западе Северной Америки. Растение часто встречается под устаревшим синонимичным названием Седми́чник европе́йский (лат. Trientális europaéa).
Листьев, чашелистиков, лепестков и тычинок обычно по семь, что и дало русское название растению.

## Ботаническое описание

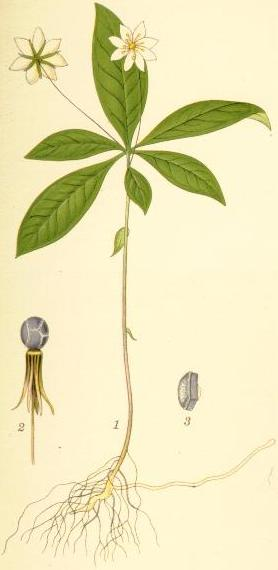

Многолетнее травянистое растение (5)7—15(20) см высотой.
Стебель тонкий, прямой, простой или очень редко в нижней части (под мутовкой листьев) ветвистый, голый или рассеянно усажен мельчайшими тёмно-пурпуровыми желёзками.
Корневище очень тонкое, нитевидное, беловатое, с редкими буроватыми чешуйками, с многочисленными подземными побегами с клубневидными утолщениями на концах, на которых развиваются корни, новые корневища и надземные стебли.
Нижние (низовые) листья очерёдные, в числе одного — трёх или их нет, мелкие, буроватые, чешуйчатые, 3—7 мм длины, 1—2 мм ширины. Стеблевые (срединные) листья очерёдные, в числе одного — трёх или их нет, маленькие, зелёные, 1—1,5 см длины, 0,5—0,8 см ширины, обратнояйцевидные или эллиптические, тупые.
Верхние (верхушечные) листья довольно крупные, неравной величины, (1)2—6(7) см длины, (0,5)1—2,5(4) см ширины, собраны на конце стебля мутовкой или розеткой в числе (4)6—7(9) листьев, обратнояйцевидные, продолговато-эллиптические или широко ланцетные, на верхушке тупые или коротко островатые, обычно цельнокрайные, редко в верхней части мелко зазубренные, у основания клиновидные, на коротком черешке 1—3 мм длиной; черешок и листья с обеих сторон рассеянно покрыты тёмно-пурпуровыми желёзками.
Цветки обычно одиночные, реже их два — три, довольно крупные, 1,3—2 см в диаметре, пазушные, снежно-белые, иногда розоватые; на прямых, длинных, 3—6 см длиной, цветоножках, выходящих из пазух верхних листьев, как правило, голых, реже в верхней части редко желёзисто опушённых.
Чашечка (5)7(9)-раздельная, доли 4—6 мм длиной, 0,6—1 мм шириной, ланцетные или почти линейные, длинно заострённые, при плодах немного отклонённые. Венчик в 1,5—2 раза длиннее чашечки, (5)7(9)-раздельный, доли эллиптические, остроконечные, 7—10 мм длиной, 2—4(5) мм шириной, лишь у основания сросшиеся.
Тычинок семь, редко пять или девять, пыльники оранжевые, тычинки короче лепестков; завязь шаровидная, нитевидный столбик немного короче тычинок, рыльце головчатое. Коробочка одногнёздная, многосемянная, сухая, шаровидная, короче чашелистиков, вскрывается пятью створками. Семена мелкие, яйцевидные, 1 мм длиной, почти чёрные, мелкоячеистые или сетчатые.
Цветение в мае — августе; плодоношение в июле — августе.

## Распространение и экология
Произрастает в лесах, на севере вплоть до тундры, а также в горах до верхней границы леса — в Западной, Центральной и Восточной Европе, Западной и Восточной Сибири, на Дальнем Востоке, в Монголии, Гималаях, Китае, Японии и на северо-западе Северной Америки.
Вербейник европейский — официальная цветочная эмблема шведской провинции Вермланд.

## Значение и применение
Может быть использован в качестве декоративного растения.

## Классификация

### Таксономия
Lysimachia europaea (L.) U.Manns & Anderb., 2009, Willdenowia 39: 51
Вид Вербейник европейский относится к роду Вербейник (Lysimachia) семейства Первоцветные (Primulaceae) порядка Верескоцветные (Ericales) последовательно входящего в клады Астериды → Суперастериды → Эвдикоты → Цветковые растения. Таксономическая схема в соответствии с Системой APG IV по состоянию на декабрь 2023 года:
|  |                          |  |                                   |                                   |                        |  | еще 21 семейство | еще 21 семейство |                           |  |  |  | еще 255 подтвержденных видов и 66 видов в статусе "неподтвержденных" |
|  |                          |  |                                   |                                   |                        |  | еще 21 семейство | еще 21 семейство |                           |  |  |  | еще 255 подтвержденных видов и 66 видов в статусе "неподтвержденных" |
|  |                          |  |                                   | порядок Верескоцветные            |                        |  |                  |                  | род Вербейник             |  |  |  |                                                                      |
|  |                          |  |                                   | порядок Верескоцветные            |                        |  |                  |                  | род Вербейник             |  |  |  |                                                                      |
|  | клада Цветковые растения |  |                                   |                                   | семейство Первоцветные |  |                  |                  | вид Вербейник европейский |  |  |  |                                                                      |
|  | клада Цветковые растения |  |                                   |                                   | семейство Первоцветные |  |                  |                  |                           |  |  |  |                                                                      |
|  |                          |  | ещё 63 порядка цветковых растений | ещё 63 порядка цветковых растений |                        |  |                  | еще 57 родов     | еще 57 родов              |  |  |  |                                                                      |
|  |                          |  |                                   | ещё 63 порядка цветковых растений |                        |  |                  |                  | еще 57 родов              |  |  |  |                                                                      |

### Синонимы
- Alsinanthemum europaeum Greene
- Lysimachia trientalis Klatt
- Trientalis alsiniflora Gilib.
- Trientalis arctica Fisch. ex Hook.
- Trientalis europaea L.
- Trientalis europaea subsp. arctica (Fisch. ex Hook.) Hultén
- Trientalis europaea var. aleutica Tatew. & Kobayasi
- Trientalis europaea var. angustifolia Torr.
- Trientalis europaea var. arctica (Fisch. ex Hook.) Lehm.
- Trientalis europaea var. eurasiatica R.Knuth
- Trientalis europaea var. hyperborea V.G.Sergienko
- Trientalis ramosa Koidz.
- Trientalis stella Baudo